# Тиранская фондовая биржа
Тиранская фондовая биржа (алб. Bursa e Tiranes) — фондовая биржа в городе-столице Тирана (Албания). Биржа начала осуществлять операции в 1996 году в качестве департамента Банка Албании, в 2002 году стала самостоятельной.